# Электростеклорез
Электростеклорез — устройство для разрезания стекла с использованием теплового действия электрического тока.

## Принцип работы
Принцип действия электростеклореза основан на использовании явления теплового расширения нагреваемого участка стекла после его местного нагрева при соприкосновении с раскалённой до высокой температуры электрическим током металлической проволокой. Разрезаемое стекло кладут на проволоку или под проволоку вдоль линии намечаемого разреза. Затем по проволоке пропускают электрический ток. Проволока нагревается сама и нагревает стекло в месте его соприкосновения с проволокой. В результате теплового расширения нагреваемого участка в стекле появляется трещина.

## Конструкция
Составными элементами конструкции электростеклореза являются: стол для проведения работы, теплоизолирующая подкладка под нагреваемую проволоку, нихромовая или вольфрамовая проволока толщиной 0,5 - 1,25 мм, прикладываемая к поверхности разрезаемого стекла, понижающий трансформатор, груз для закрепления проволоки на поверхности или под поверхностью стекла.